# Bad Belzig

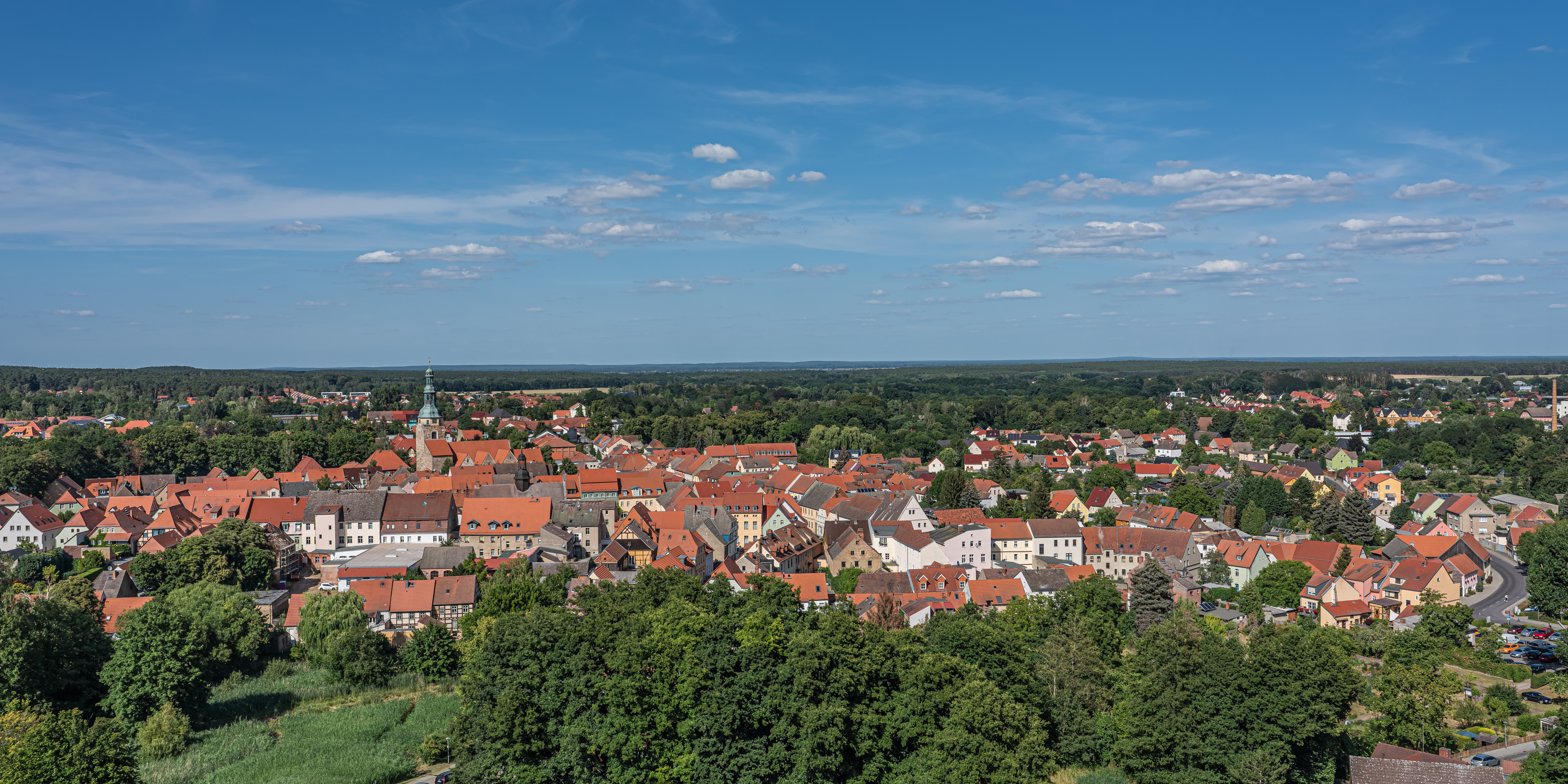
Blick auf Bad Belzig

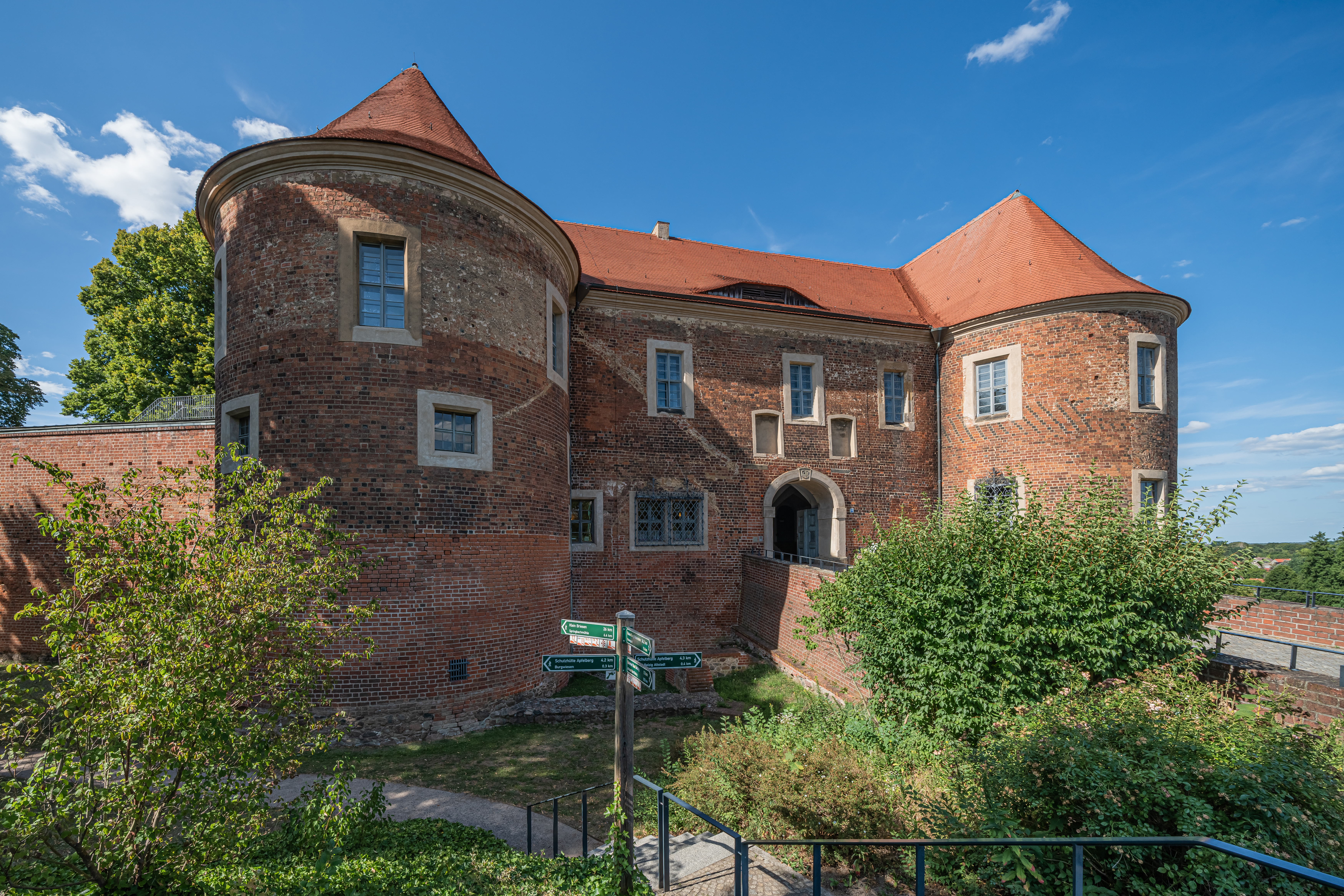
Torhaus der Burg Eisenhardt

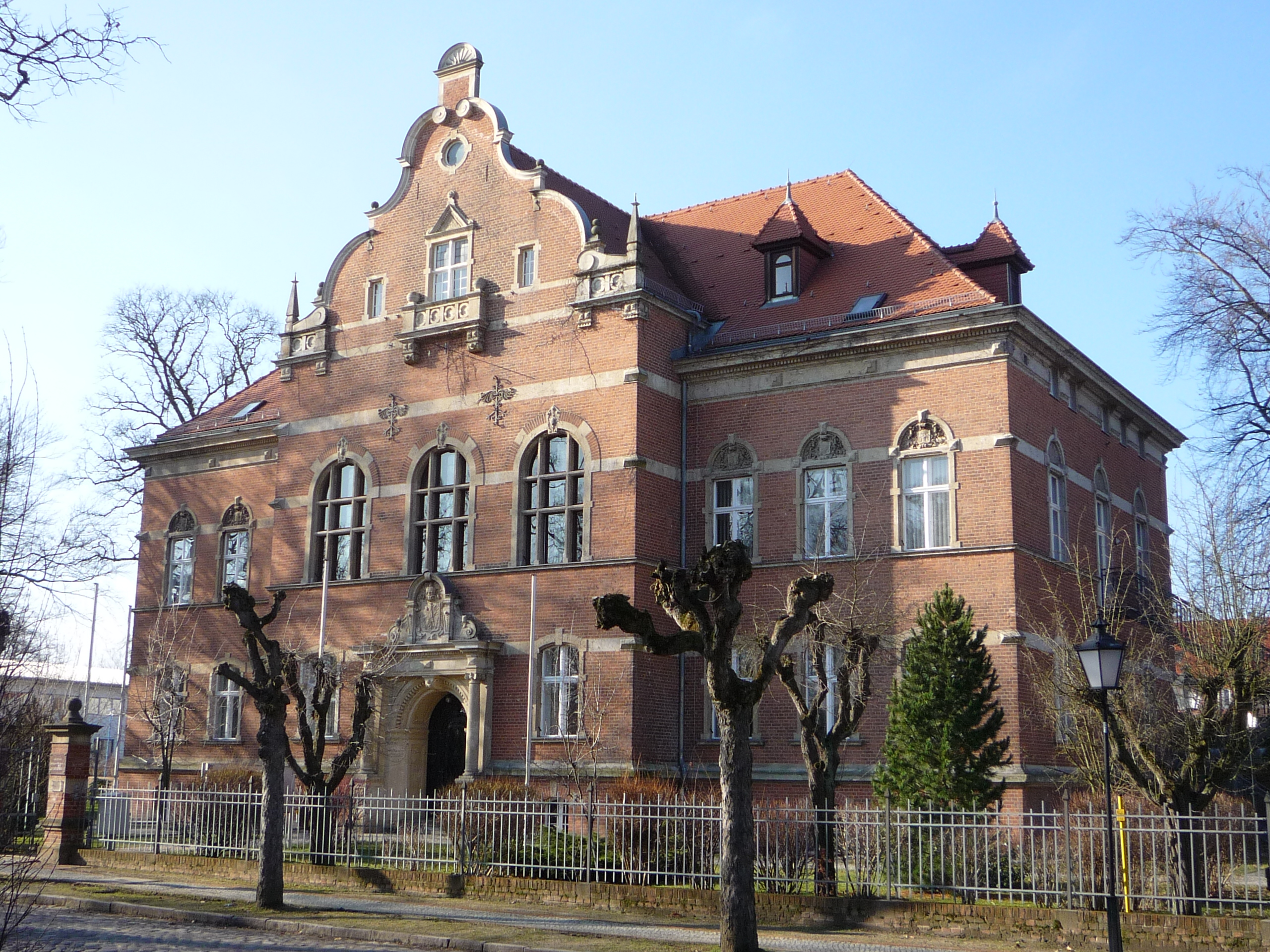
Historisches Landratsamt

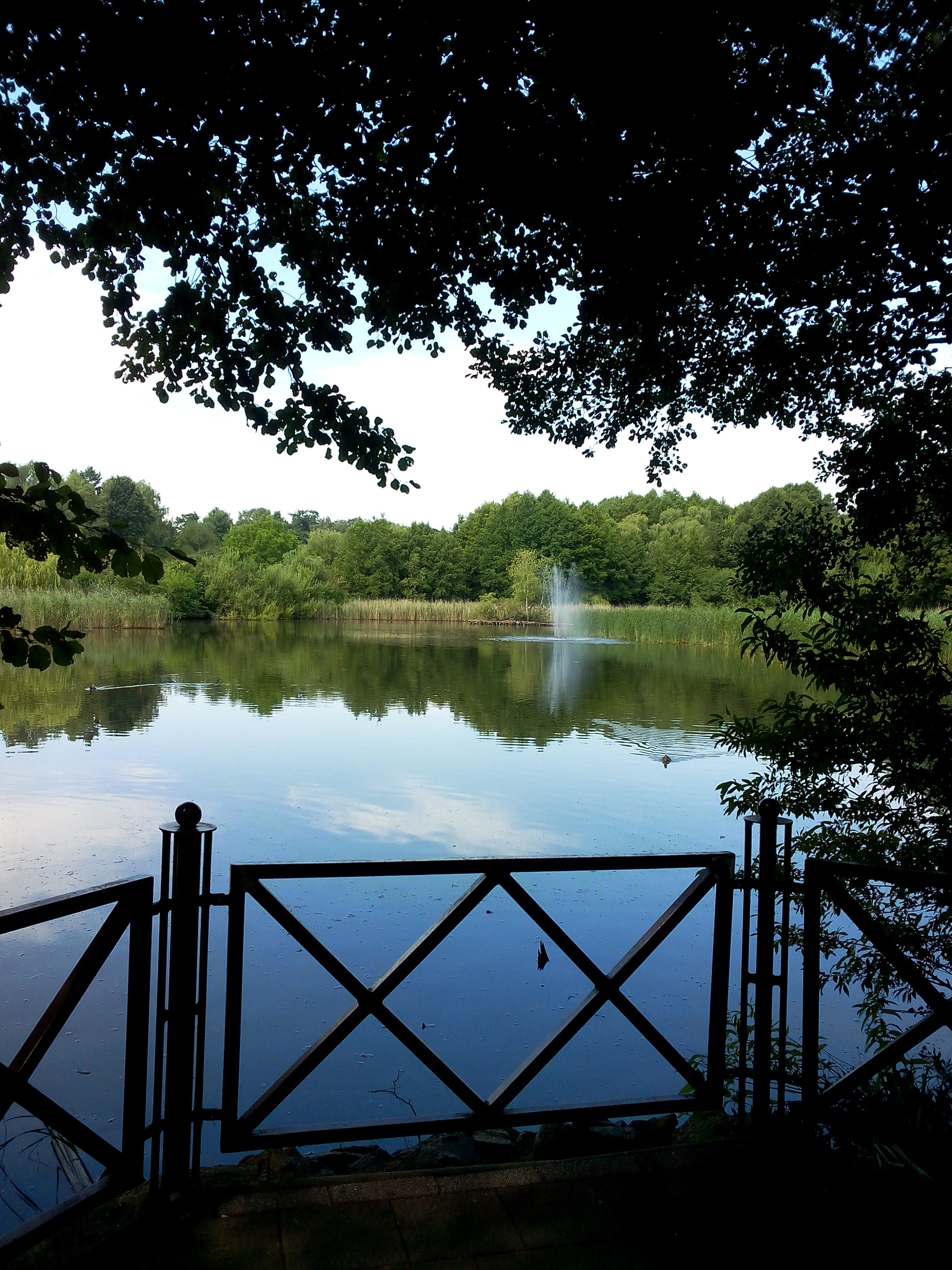
See an der Weitzgrunder Straße in Bad Belzig

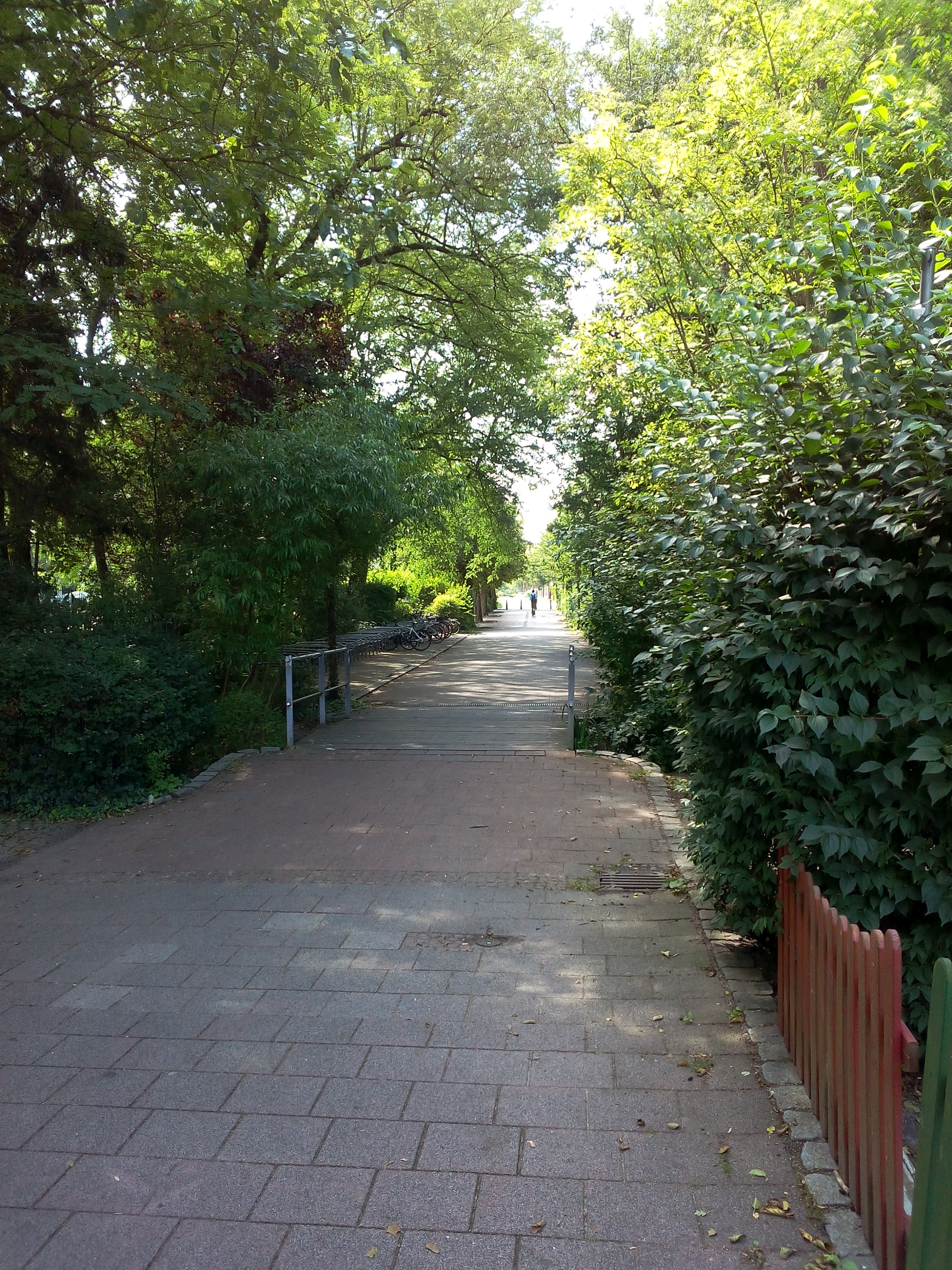
Weitzgrunder Straße in Bad Belzig, hier nicht für Fahrzeuge

Bad Belzig [baːt ˈbɛlt͜sɪç] (bis 2010 Belzig) ist die Kreisstadt des Landkreises Potsdam-Mittelmark im Land Brandenburg. Bad Belzig ist Mitglied der Arbeitsgemeinschaft „Städte mit historischen Stadtkernen“ des Landes Brandenburg. Seit dem 5. Dezember 2009 darf Bad Belzig sich offiziell „Staatlich anerkanntes Thermal-Soleheilbad“ nennen. Zum 1. März 2010 wurde die Änderung des Namens von Belzig in Bad Belzig rechtswirksam. Das Stadtgebiet ist identisch mit dem von 1992 bis 2003 existierenden Amt Belzig.

## Geografie

### Lage
Die Stadt liegt innerhalb des Naturparks Hoher Fläming und weist mit dem Hagelberg (200 m) innerhalb des Stadtgebietes eine der höchsten Erhebungen im Norddeutschen Tiefland auf. Rund drei Kilometer talabwärts entlang des Belziger/Fredersdorfer Bachs beginnen am Ortsteil Fredersdorf die Belziger Landschaftswiesen, die eine flache und vegetationsarme Niederungslandschaft im Baruther Urstromtal bilden. Das rund 7600 Hektar umfassende siedlungsfreie Gebiet gehört zum Naturpark Hoher Fläming und ist seit dem 1. Juli 2005 mit einem Teil von rund 4500 Hektar als Naturschutzgebiet ausgewiesen. Es bildet zudem eines der letzten Refugien für die Großtrappe in Deutschland. Flüsse im Stadtgebiet sind die Temnitz und das Verlorenwasser. Nebenfluss der Temnitz ist der Bullenberger Bach, des Verlorenwassers der Briesener Bach.
Im heutigen Stadtgebiet, nordwestlich der Kernstadt zwischen Weitzgrund und Verlorenwasser, war der geographische Mittelpunkt der DDR.

### Klima
Die durchschnittliche Jahrestemperatur in Bad Belzig lag im Jahr 2021 bei 10,3 Grad, der Jahresniederschlag bei 624 mm. Die maximale Temperatur betrug 36,0 Grad, die minimale −13,4 Grad.

### Nachbargemeinden
Bad Belzig grenzt an die Gemeinden Golzow, Planebruch, Brück, Planetal, Rabenstein, Wiesenburg, Görzke, Gräben und Wollin.

## Stadtgliederung

### Allgemeines
Die Stadt Bad Belzig umfasst das Gebiet der (Kern-)Stadt mit dem Gemeindeteil Weitzgrund sowie die Gebiete der 14 Ortsteile:
| - Bergholz - Borne - Dippmannsdorf - Fredersdorf - Groß Briesen mit dem Gemeindeteil Klein Briesen - Hagelberg mit dem Gemeindeteil Klein Glien - Kuhlowitz mit dem Gemeindeteil Preußnitz | - Lübnitz - Lüsse - Lütte - Neschholz - Ragösen - Schwanebeck - Werbig mit den Gemeindeteilen Egelinde, Hohenspringe und Verlorenwasser |

Die Kernstadt von Bad Belzig gliedert sich in vier Stadtteile:
- Altstadt
- Kurparksiedlung
- Klinkengrund
- Gewerbegebiet Seedoche

Dazu kommen die Wohnplätze Bullenberg, Forsthaus Rothebach, Grützdorf, Kleesenmühle/Obermühle, Neue Mühle, Ölschlägers Mühle, Röderhof, Springbachmühle, Waldsiedlung, Wenddoche und Wühlmühle.

### Egelinde
Ernst Fidicin bezeichnete in seinen Fortsetzungen zu dem Landbuch Kaiser Karls IV. Mitte des 19. Jahrhunderts für 1440 die Schreibweise Egelinge, 2 Meilen südöstlich von Ziesar, dann eingepfarrt nach Werben, gehörend dem Achim Segeser zu Neuendorf bei Brück. Seit 1330 soll Egelinde bereits der Familie von Oppen gehört haben. Auf der Gemarkung von Egelinde wurde 1646 namentlich ein gutsherrliches Vorwerk der in der Region mittlerweile reich begüterten Adelsfamilie von Oppen erwähnt. Johann Gottlieb Heineccius bezeichnet 1785 Egelinde als ein adeliches dem Herrn von Oppen gehöriges Vorwerk mit acht Feuerstellen. Hinzu erwähnt er eine Egelingsmühle, eine Wasser-Schneidemühle im Besitz der genannten Adelsfamilie. Für 1820 ist die Einwohnerzahl von 40 Personen in acht Wohnhäusern bestätigt. Noch 1821 fand es als kleiner Gutshof in offiziellen Statistiken amtlich Erwähnung. 1844 wurde der Familie von Oppen auch für Egelinde die Patrimonialgerichtsbarkeit bestätigt. 1873 gehörte Egelinde der anverwandten Familie der Freiherren von Oppen-Huldenberg, die 1840 die preußische Erlaubnis zur Namensvereinigung bekamen und 1859 in Form der Erstgeburt den Freiherrentitel. Vertreter auf Fredersdorf, Weitzgrund und Egelinde war Albert Freiherr von Oppen-Huldenberg. Egelinde gehörte zu jener Zeit zur preußischen Provinz Sachsen, Kreis Jerichow I. Erben wurde zunächst der ältere Sohn, Freiherr von Oppen-Huldenberg, dann sein Bruder der gut situierte Oberst Hans Matthias Freiherr von Oppen-Huldenberg (1852–1918), als Herr eines inzwischen gestifteten Familienfideikommiss. Seine Frau war Emmy von Schack, Tochter des Generalleutnants Karl von Schack. Egelinde gehörte 1929 weiterhin zum Gutskomplex Fredersdorf. 1922 umfasste das Rittergut Egerlinde für sich genommen 1340 ha Land, davon 1263 ha Forsten unter Leitung von Oberförster Flechsig als Verwalter. Letzter Grundbesitzer wurde der Oberleutnant d. R. Hans-Carl Freiherr von Oppen-Huldenberg, geboren 1919 in Berlin, vermisst 1943. Nach den Forschungen der Genealogen Hans Friedrich von Ehrenkrook und Friedrich Wilhelm Euler mit Stand von 1963 stirbt mit ihm die männliche Linie seiner Familie aus. Freiherr von Oppen war seit 1940 mit Elsita Gräfin Reichenbach verheiratet und hatte mit ihr zwei Töchter, beide in Dresden geboren, die auf Wunsch der Mutter katholisch wurden. Der Reserveoffizier war Herr auf Fredersdorf mit Weitzgrund und Egelinde, welches immer noch zum Kreis Jerichow gehörte. Des Weiteren hatte Oppen-Huldenberg altererbte Besitzungen in Neukirch in der sächsischen Oberlausitz. Das Fideikommiss Fredersdorf-Egerlinde war einst in 1884 gegründet worden und wurde 1934 freies allodiales Eigentum des Gutsbesitzers, bis 1945.

### Lübnitz
Die Ortshistorie ist insbesondere geprägt durch das gleichnamige Rittergut Lübnitz. Von 1467 bis 1601 gehörte es der heute unbekannten Familie von Ziegesar. 1601 erstand das Gut Hans Jürgen von Lochow-Nennhausen aus der Familie von Lochow. Nach den Gothaischen Genealogischen Taschenbüchern ist noch Sigmund von Lochow 1463 auf Lübnitz ersterwähnt, verheiratet mit Anna von der Gröben. Haus Lübnitz ist heute genealogisch Haus III des Adelsgeschlechts. Die gesicherte Stammreihe geht dann weiter über Hans George von Lochow (um 1614–1671). Er war Besitzer des so genannten Unteren Teils Gut Lübnitz. In Lübnitz bestanden also teils zwei Rittergüter. Ihm folgten Johann August von Lochow, August Haubold von Lochow sowie dann Friedrich von Lochow (1748–1796). Nachfahre Ferdinand Karl Wilhelm von Lochow (1786–1852) leitete Lübnitz und erwarb das Gut Petkus, respektive erbte es über die Verwandtschaft mit denen von Thümen. Von-Lochow-Lübnitz ist also auch das Stammhaus der Familienlinie von Lochow-Petkus, denn Ferdinand I. von Lochow (1818–1865) stammte als Begründer der Linie Petkus aus Lübnitz; deren bekanntester Vertreter wurde der später weltweit namhafte Saatzüchter Ferdinand III. von Lochow. Laut den Genealogischen Handbüchern des Adels waren die letzten Gutsbesitzer auf Lübnitz der Leutnant Karl von Lochow-Lübnitz (1790–1852), verheiratet mit der Schwestern Charlotte und Auguste von Freyberg. Erbe war Karl Heinrich Ferdinand von Lochow (1823–1882), liiert mit Elise von Blücher, dann deren Sohn der Ehrenritter des Johanniterordens Kunz sen. von Lochow (1864–1922), respektive als Gutsherrin seine Ehefrau Editha von Lochow-Lübnitz geborene von Brösigke-Cammer (1876–1955). Sie lebte zuletzt in Belzig, die Nachfahren in Mainz, Wiesbaden, Hildesheim. Als Erben vorbestimmt waren die Kinder, der diplomierte Landwirt Kunz, Sibylle, der Hauptmann Arend (1909–1941) und Ilse-Renate von Lochow-Lübnitz. Durch die Bodenreform wurden die Lochows 1945 enteignet. Kunz sen. von Lochow, einst Zögling auf der Ritterakademie am Dom zu Brandenburg, ist in der Nähe des Gutsparks mit einem schlichten Feldstein bestattet.

## Geschichte

### Vom Mittelalter bis 1900

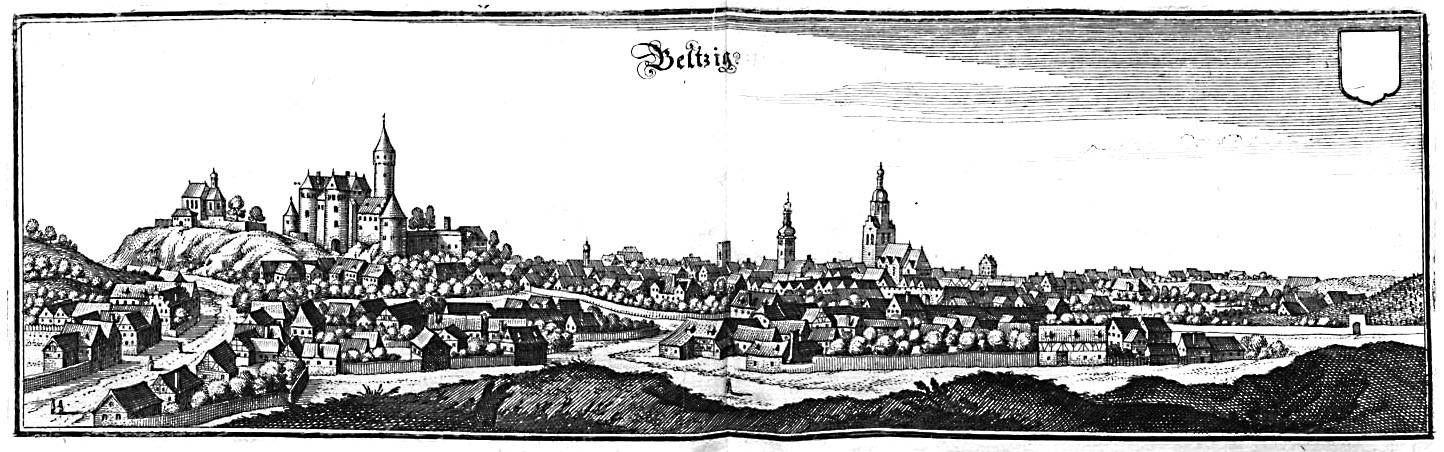
Belzig um 1650, Kupferstich von Matthäus Merian

Erstmals urkundlich erwähnt wurde Belzig im Jahr 997 als Belizi (wohl aus altpolabisch *Bělotici ‚Siedlung der Sippe des Bělota‘). Nach dem Tod von Graf Baderich, Herr über Belzig (um 1251), ging die Grafschaft an das Herzogtum Sachsen über. 1406 brandschatzten die magdeburgischen Bischöfe das Belziger Gebiet, dabei wurden auch die Stadt und die Burg teilweise zerstört. Danach wurde die Stadt teilweise erweitert und die Burg wieder neu aufgebaut. Von 1423 bis 1815 gehörte Belzig zum Amt Belzig-Rabenstein im sächsischen Kurkreis. Martin Luther predigte im Jahr 1530 in der Marienkirche. Nach ihm soll auch die Lutherlinde benannt sein, welche sich in Belzig an der Friedhofsmauer des Gertraudenfriedhofs befand. Die Stadt wurde während des Schmalkaldischen Krieges 1547 von spanischen Truppen erneut teilweise zerstört. Etwa hundert Jahre später (1636) wurde die Stadt unter der Burg im Dreißigjährigen Krieg erneut von Kriegswirren heimgesucht und von schwedischen Söldnern fast gänzlich zerstört. Am 6. Juni 1665 wurde Hedwig Rösemann als Hexe zum Tod auf dem Scheiterhaufen verurteilt und hingerichtet. Im Jahr 1702 erhielt Belzig die vollen Stadtrechte.
Während der Befreiungskriege im Jahr 1813 fand bei Belzig die Schlacht bei Hagelberg statt. Durch die auf dem Wiener Kongress beschlossene Teilung Sachsens wurde das bis dato jahrhundertelang zum Kurkreis des Königreich Sachsen gehörende Belzig im Jahr 1815 dem Königreich Preußen zugesprochen und 1818 Kreisstadt des Kreises Zauch-Belzig im Regierungsbezirk Potsdam der preußischen Provinz Brandenburg.
Belzig war bis 1849 Sitz des Königlichen Land- und Stadtgerichtes Belzig. Ab 1849 bestand das Kreisgericht Brandenburg. Für dieses war in Belzig eine Zweigstelle (Gerichtskommission) eingerichtet. Ab 1879 bestand das Amtsgericht Belzig und dann von 1952 bis 1993 das Kreisgericht Belzig. In früheren Zeiten lautete die Schreibweise Beltzig.

### Von 1900 bis 1949
Die Lungenheilstätte (heute Reha-Klinik) wurde 1900 fertiggestellt. Die Einrichtung für kranke Kinder konnte im Januar 1903 eröffnet werden. Elektrifiziert wurde Belzig im Juli 1909. Das Dorf Sandberg unterhalb der Burg bis Jaegers Hintermühle (Kirchhofstraße) wurde im Jahre 1914 eingemeindet. Im Jahre 1934 wurde die Munitionsfabrik Roederhof errichtet. Dazu kam mit Kriegsbeginn südlich der Lübnitzer Straße ein Zwangsarbeitslager für 1500 Frauen und Männer vorwiegend aus Osteuropa. 1943 wurde das KZ-Außenlager Belzig, ein Außenlager des KZ Ravensbrück, mit 750 weiblichen Häftlingen errichtet, die in der örtlichen Munitionsfabrik arbeiten mussten. Kranke wurden zur Ermordung nach Ravensbrück zurückgebracht. Von 1939 bis 1945 wurde die Stadt Sitz der größten deutschen Funkstation für drahtlose Nachrichtenübertragung.
In der Nacht zum 1. Mai 1945 floh Bürgermeister Otto Witte (NSDAP) mit seinem Anhang nach Westen. Am 2. Mai beschlossen mehrere Hundert Einwohner auf einer Bürgerversammlung, unter Leitung des Lehrers Arthur Krause, das Hissen weißer Fahnen sowie die Entwaffnung der HJler. In der Nacht zum 3. Mai zogen die letzten Soldaten der Wehrmacht von der Burg ab. Tagsüber erreichten die ersten sowjetischen Soldaten die Stadt und zogen weiter; erst am 4. Mai gelang Arthur Krause die offizielle Übergabe der Stadt an den sowjetischen Kommandanten.

### Von 1950 bis heute
Mit der Verwaltungsreform von 1952 wurde Belzig Kreisstadt des Kreises Belzig im neugebildeten DDR-Bezirk Potsdam. Im April 1953 konnte die zuvor anderweitig untergebrachte Stadtverwaltung das Rathaus wieder beziehen. Im Jahr 1959 wurde Weitzgrund ein Gemeindeteil von Belzig. 1972 brannte durch Fahrlässigkeit das Rathaus.
In Bad Belzig war zu DDR-Zeiten die „Zentralschule der Gesellschaft für Sport und Technik Etkar André“ ansässig. Dort wurden hauptamtliche Mitarbeiter der Hauptverwaltung A (HVA) des Ministeriums für Staatssicherheit (MfS) für Tätigkeiten im westlichen Ausland ausgebildet. Hierzu gehörte auch das Anwerben weiblicher Spione („Romeo-Schule“).
Im Zuge der Ämterbildung im Land Brandenburg schlossen sich zunächst 14 Gemeinden (Borne, Bergholz, Dippmannsdorf, Fredersdorf, Groß Briesen, Hagelberg, Kuhlowitz, Lübnitz, Lüsse, Lütte, Neschholz, Ragösen, Schwanebeck und die Stadt Belzig) aus dem damaligen Kreis Belzig zu einer Verwaltungsgemeinschaft, dem Amt Belzig, zusammen. Der Minister des Innern des Landes Brandenburg erteilte am 24. Juni 1992 seine Zustimmung zur Bildung des Amtes Belzig. Als Zeitpunkt des Zustandekommens des Amtes wurde der 30. Juni 1992 festgelegt. Das Amt hatte seinen Sitz in der Stadt Belzig (heute Bad Belzig). Am 20. Oktober 1992 wurde zudem noch die Gemeinde Werbig dem Amt Belzig zugeordnet. Im Jahre 1993 wurde durch Fusion dreier Kreise der Landkreis Potsdam-Mittelmark gebildet und Belzig Kreisstadt. Am 31. Dezember 2002 erfolgte die Eingliederung der Gemeinden Bergholz, Borne, Dippmannsdorf, Fredersdorf, Groß Briesen, Kuhlowitz, Lübnitz, Lüsse, Lütte, Neschholz, Ragösen und Werbig in die Stadt Belzig. Zum 23. Oktober 2003 wurden schließlich auch die Gemeinden Hagelberg und Schwanebeck per Gesetz in die Stadt Belzig eingegliedert und das Amt Belzig aufgelöst. Die Gemeinde Hagelberg erhob Kommunalverfassungsbeschwerde beim Verfassungsgericht des Landes Brandenburg, die teils verworfen, im Übrigen zurückgewiesen wurde. Die Stadt Belzig wurde amtsfrei. Die ehemaligen amtsangehörigen Gemeinden sind heute Ortsteile der Stadt Bad Belzig.
Seit dem Jahr 1995 ist Belzig staatlich anerkannter Luftkurort und wurde mit der 2002 eröffneten SteinTherme (2009 rekonstruiert) ein Thermal-Solebad. Am 18. Mai 2005 wurde das Hofgarten-Kino und am 12. September 2005 eine Umgehungsstraße (B 102 bzw. B 246) östlich der Stadt eröffnet. Seit dem 5. Dezember 2009 ist Belzig ein staatlich anerkanntes Heilbad. Mit Wirkung vom 1. März 2010 trägt die Stadt den Namen Bad Belzig.

## Bevölkerungsentwicklung
| Jahr | Einwohner |
| ---- | --------- |
| 1875 | 3783      |
| 1890 | 3674      |
| 1910 | 3998      |
| 1925 | 4268      |
| 1933 | 4512      |
| 1939 | 5664      |

| Jahr | Einwohner |
| ---- | --------- |
| 1946 | 7597      |
| 1950 | 7694      |
| 1964 | 7166      |
| 1971 | 7089      |
| 1981 | 7473      |
| 1985 | 7521      |

| Jahr | Einwohner |
| ---- | --------- |
| 1990 | 07848     |
| 1995 | 07769     |
| 2000 | 07914     |
| 2005 | 11.772    |
| 2010 | 11.248    |
| 2015 | 11.120    |

| Jahr | Einwohner |
| ---- | --------- |
| 2020 | 11.096    |
| 2021 | 11.053    |
| 2022 | 11.024    |
| 2023 | 11.069    |
| 2024 | 11.118    |

Gebietsstand des jeweiligen Jahres, Einwohnerzahl: Stand 31. Dezember (ab 1991), ab 2011 auf Basis des Zensus 2011 und ab 2022 auf Basis des Zensus 2022.
Das starke Bevölkerungswachstum im Jahr 2005 ist auf die Eingemeindung von 14 ehemals selbstständigen Gemeinden in den Jahren 2002 und 2003 zurückzuführen (siehe oben im Abschnitt „Geschichte“). Das Jahr 2003 markiert den Höchststand der Bevölkerungszahl Bad Belzigs mit knapp 12.000 Einwohnern.

## Politik

### Stadtverordnetenversammlung

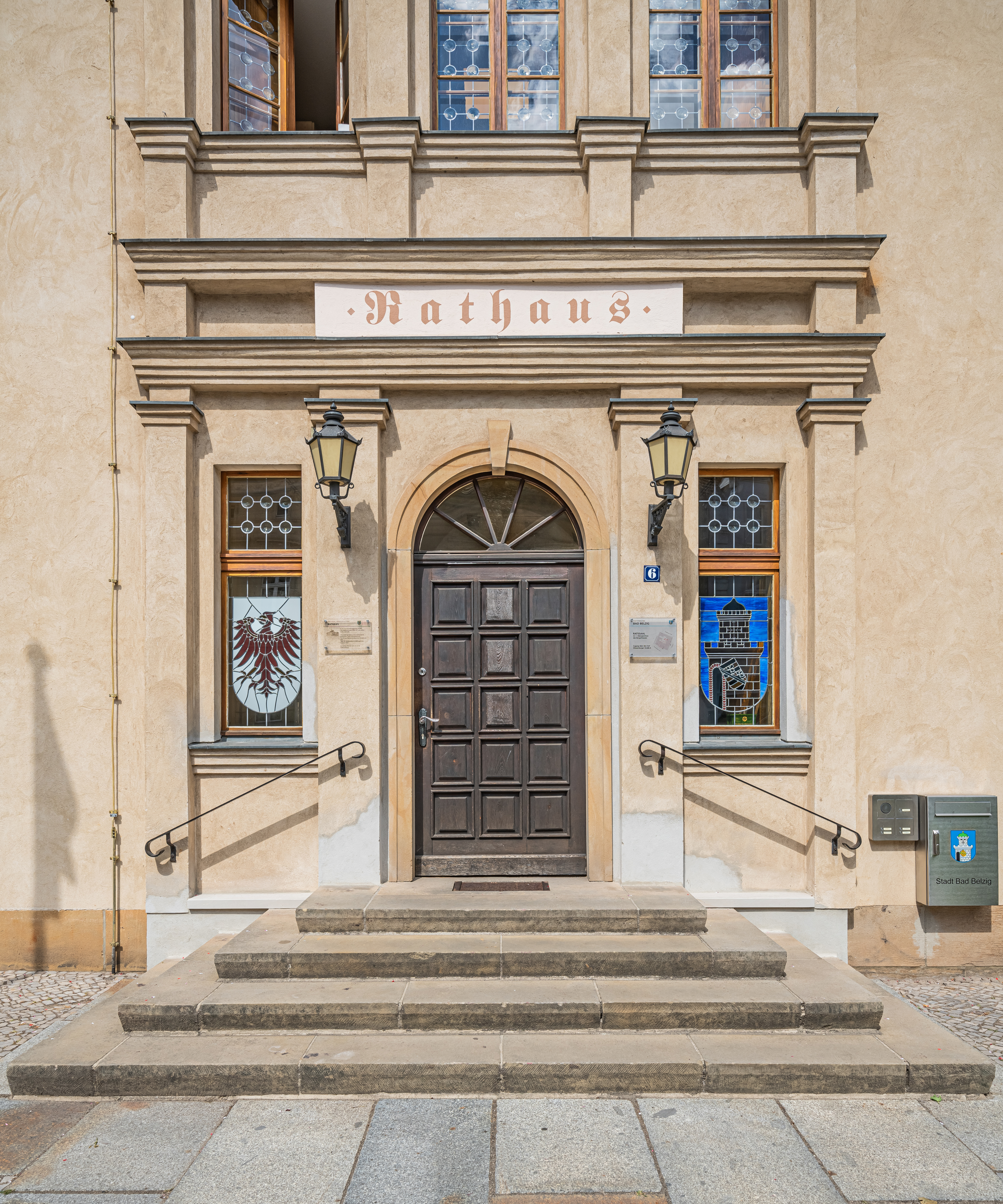
Eingang des Rathauses

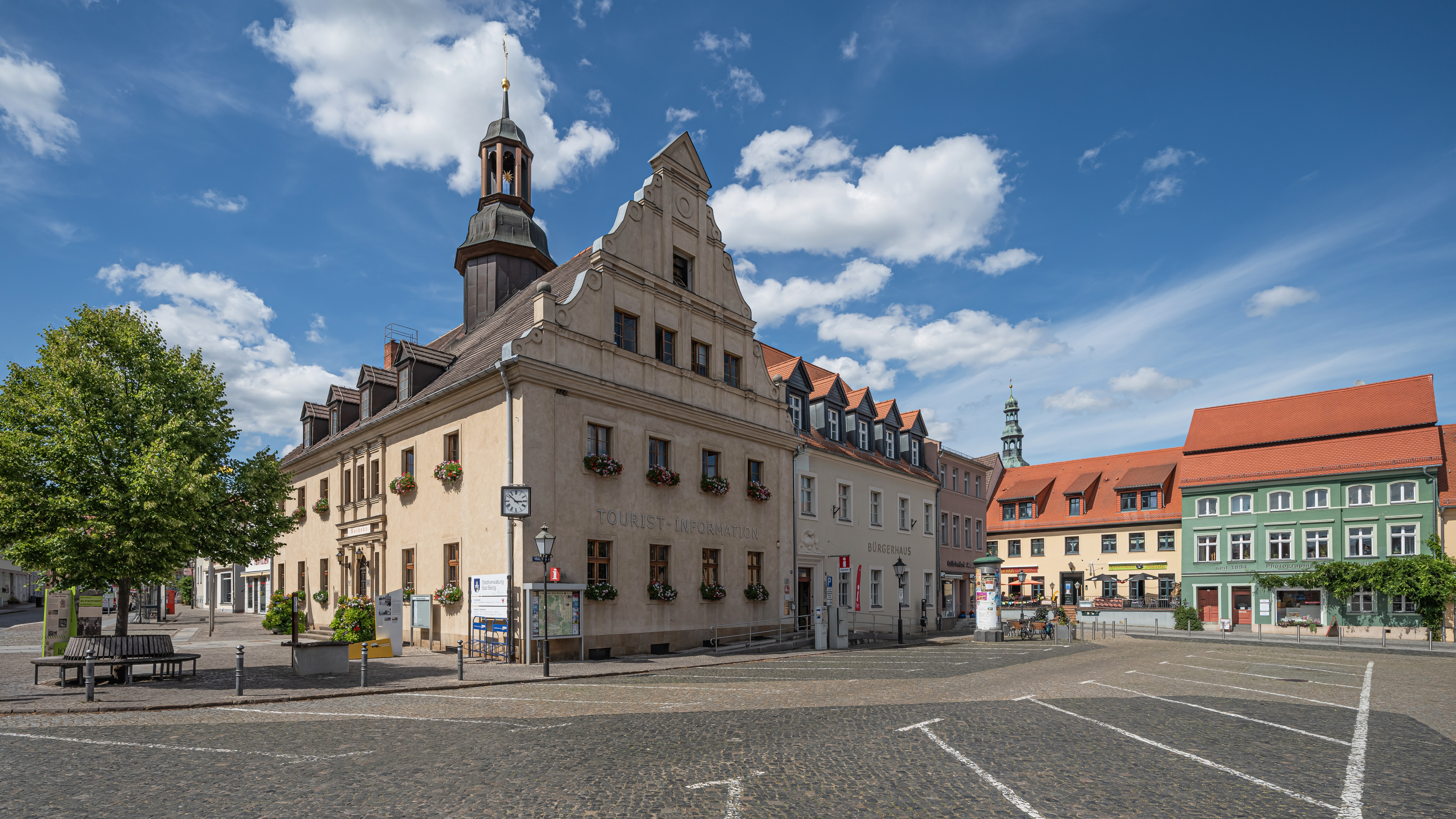
Rathausplatz

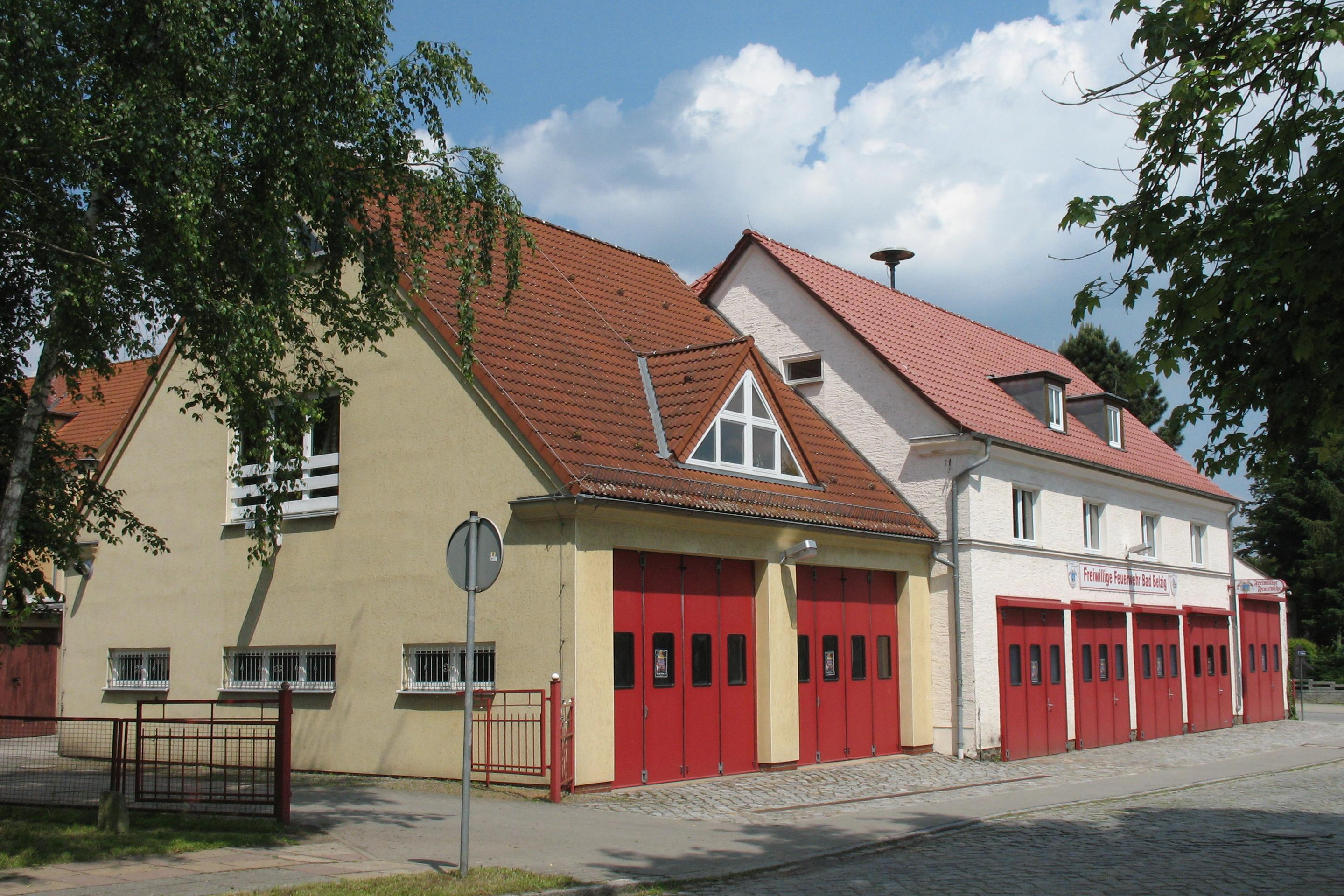
Freiwillige Feuerwehr

Die Stadtverordnetenversammlung von Bad Belzig besteht aus 22 Mitgliedern und dem hauptamtlichen Bürgermeister. Die Kommunalwahl am 9. Juni 2024 führte bei einer Wahlbeteiligung von 66,9 % zu folgendem Ergebnis:
| Partei / Wählergruppe                        | Stimmenanteil 2019 | Sitze 2019 |        | Stimmenanteil 2024 | Sitze 2024 |
| -------------------------------------------- | ------------------ | ---------- | ------ | ------------------ | ---------- |
| SPD                                          | 23,2 %             | 5          | 16,1 % | 4                  |            |
| AfD                                          | 06,0 %             | 1          | 14,2 % | 3                  |            |
| CDU                                          | 13,9 %             | 3          | 14,0 % | 3                  |            |
| Wir vom Dorf                                 | 14,2 %             | 3          | 13,9 % | 3                  |            |
| Zukunft Bad Belzig                           | –                  | –          | 11,0 % | 2                  |            |
| Gewerbeverein Belzig e. V.                   | 04,3 %             | 1          | 08,7 % | 2                  |            |
| Die Linke                                    | 09,4 %             | 2          | 08,0 % | 2                  |            |
| Bündnis 90/Die Grünen                        | 11,5 %             | 3          | 07,9 % | 2                  |            |
| Einzelbewerber André Schär                   | –                  | –          | 02,5 % | 1                  |            |
| Einzelbewerber Lothar Lehmann                | –                  | –          | 02,0 % | –                  |            |
| Piratenpartei, Tierschutz Potsdam-Mittelmark | 00,9 %             | –          | 01,1 % | –                  |            |
| Bund für Freiheit und Humanität              | –                  | –          | 00,7 % | –                  |            |
| Freie Wählergemeinschaft Bad Belzig          | 07,2 %             | 2          | –      | –                  |            |
| Bürgerbündnis Bad Belzig                     | 04,1 %             | 1          | –      | –                  |            |
| NPD                                          | 03,2 %             | 1          | –      | –                  |            |
| FDP                                          | 02,3 %             | –          | –      | –                  |            |
| Insgesamt                                    | 100 %              | 22         | 100 %  | 22                 |            |

### Bürgermeister
- 1990–2008: Peter Kiep (SPD)
Er wurde als Parteiloser auf der SPD-Liste bei der ersten freien Kommunalwahl mit großer Mehrheit gewählt. Er konnte sein Amt krankheitsbedingt nur bis 2006 ausüben und erlag am 3. Oktober 2013 einer schweren Krankheit.[41]
- 2008–2016: Hannelore Klabunde-Quast (parteilos)
Sie hatte bereits ab 2006 die Vertretung Kieps übernommen und wurde am 28. September 2008 als erste Frau in das Bürgermeisteramt der Stadt gewählt.[42]
- 2016–2022: Roland Leisegang (parteilos)
 Er wurde am 9. Oktober 2016 in einer Stichwahl mit 65,4 % der gültigen Stimmen zum Bürgermeister der Stadt gewählt.[43] Er war von 1980 bis 2012 Schlagzeuger der Rockband Keimzeit.[44] Am 11. Dezember 2022 wurde Leisegang im Rahmen eines Bürgerentscheids mit knapp 78 Prozent der abgegebenen Stimmen abgewählt. Ihm wurde u. a. Inaktivität während seiner Amtszeit vorgeworfen sowie die Pleite der Stadtwerke zur Last gelegt.[45]
- Robert Pulz (parteilos)
Er wurde am 23. April 2023 mit 65,7 % der gültigen Stimmen gewählt.[46] Seine Amtszeit beträgt acht Jahre.[47]

### Wappen
| Wappen von Bad Belzig | Blasonierung: „In Blau ein silberner, runder Turm mit zwei Zinnenkränzen, zwischen denen ein schwarzes Kreuz sichtbar ist, mit einer goldbeknauften grünen Kuppel und mit einer offenen Pforte rechts unten. Davon rechts gelehnt ein neunfach schwarz-golden geteilter und mit grünem Rautenkranz schrägrechts belegter Schild.“                |
| Wappen von Bad Belzig | Wappenbegründung: Das älteste bekannte Siegel von 1290 zeigt bereits die Grundform des heutigen Stadtwappens. Der Turm, ein Hinweis auf Burg Eisenhardt, sowie der sächsische Rautenschild kennzeichnen Belzig als ehemals befestigte kursächsische Grenzstadt. Das Wappen wurde am 4. November 1992 durch das Ministerium des Innern genehmigt. |

### Flagge
Die Flagge ist Weiß - Grün (1:1) gestreift und mittig mit dem Stadtwappen belegt.

### Dienstsiegel
Das Dienstsiegel zeigt das Wappen der Stadt mit der Umschrift: „STADT BAD BELZIG • LANDKREIS POTSDAM-MITTELMARK“.

### Städtepartnerschaften
Bad Belzig unterhält eine Städtepartnerschaft zur niedersächsischen Gemeinde Ritterhude im Landkreis Osterholz.

## Sehenswürdigkeiten und Kultur

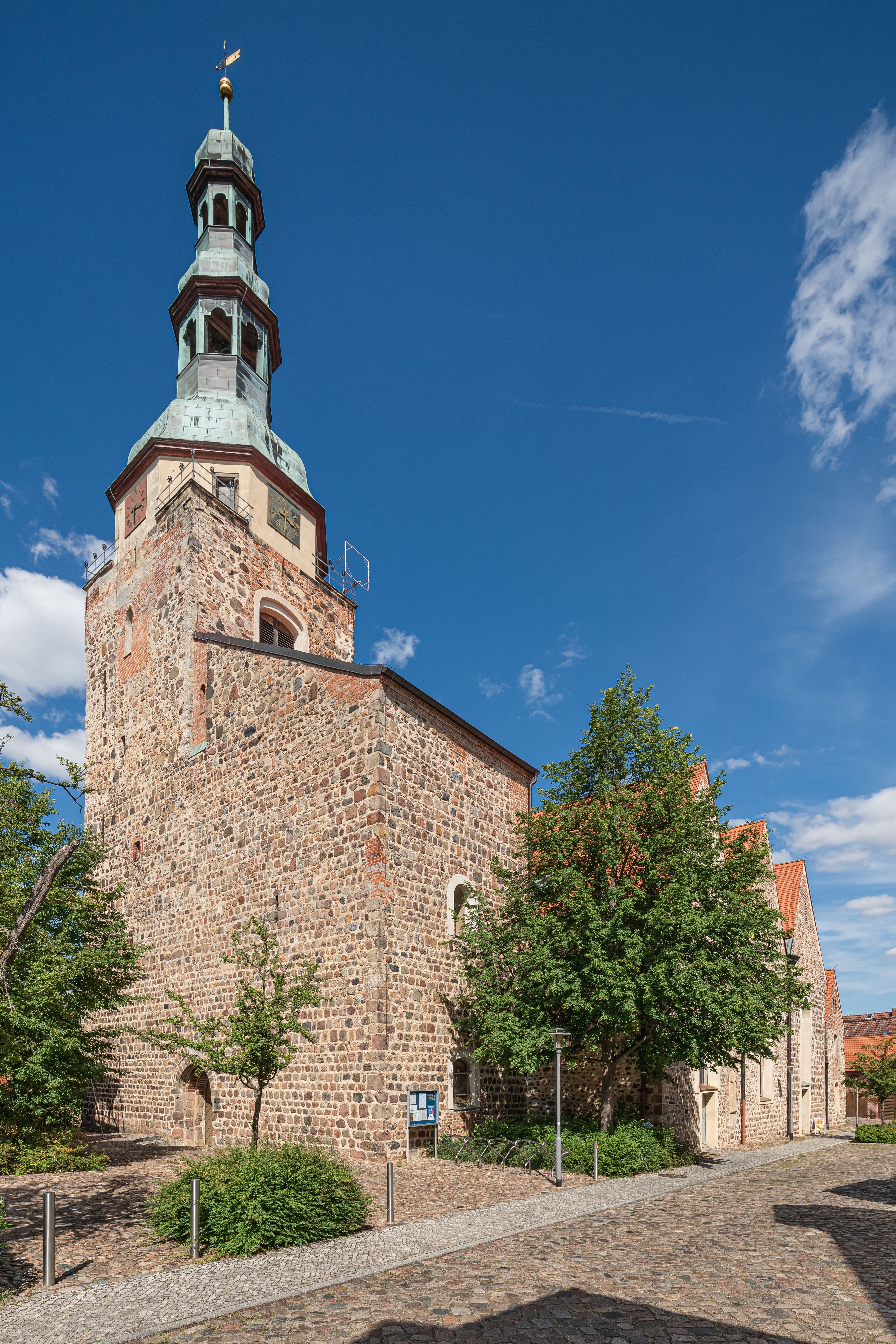
Marienkirche

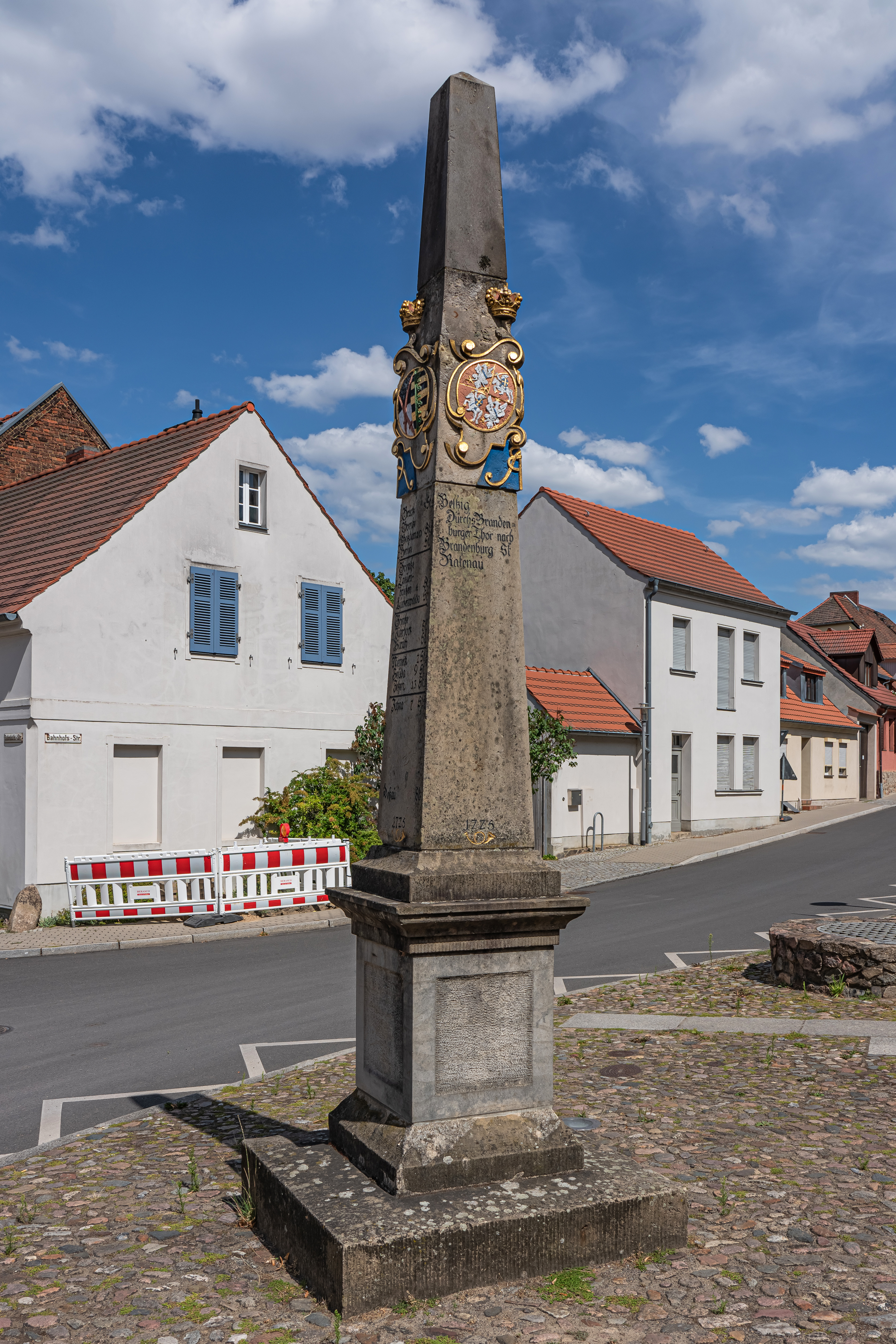
Kursächsische Postmeilensäule

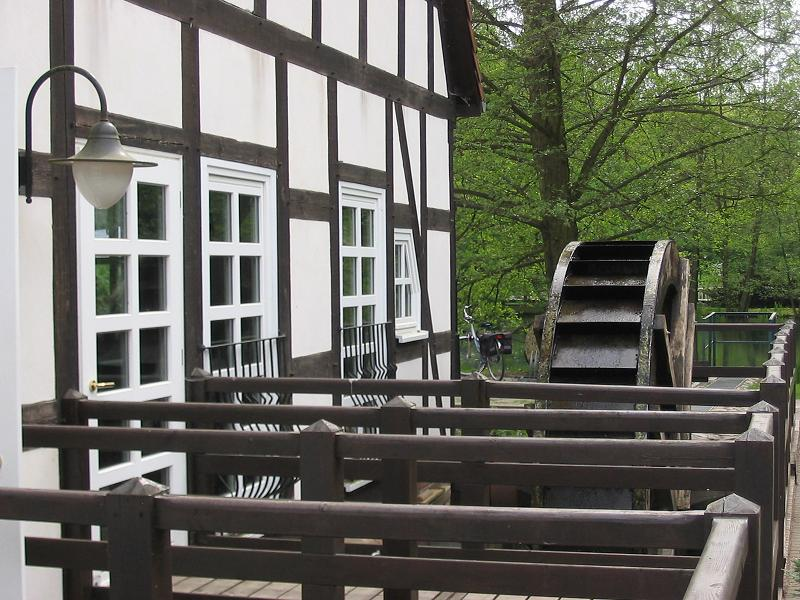
Springbachmühle

In der Liste der Baudenkmale in Bad Belzig und in der Liste der Bodendenkmale in Bad Belzig stehen die in der Denkmalliste des Landes Brandenburgs eingetragenen Kulturdenkmale.

### Bauwerke
- Burg Eisenhardt mit imposantem Bergfried („Butterturm“, der kurz nach der Burg Eisenhardt gebaut wurde, begehbar, Aussicht) und Museum
- Sankt-Briccius-Kirche, Saalkirche aus dem 12. Jahrhundert im Bereich der Vorburg der Burg Eisenhardt. Sie ist dem heiligen Brictius von Tours geweiht. Im Innern befinden sich ein Altarretabel sowie eine Kanzel aus dem 17. Jahrhundert. Der Turm befindet sich nicht, wie üblich, im Westen des Bauwerks, sondern über dem Altarraum im Osten.
- Historischer Stadtkern mit
  - Marienkirche: romanisch als kreuzförmige Saalkirche in der zweiten Hälfte des 13. Jahrhunderts erbaut, im Süden zwei spätgotische Anbauten und eine zweistöckige Sakristei. Der Schlussstein über dem Westeingang besagt, dass Luther am 14. Januar 1530 in der Kirche predigte. In der Marienkirche befindet sich auch das Brandenburgische Orgelmuseum.[50]
  - Rathaus: Im 16. Jahrhundert als Verwaltungsgebäude errichtet, 1636 abgebrannt, 1671 einfach aufgebaut, 1912 repräsentativ geschweifter Giebel im Renaissancestil angebaut, 1972 abgebrannt und Ruine abgetragen, 1988 bis 1991 in Anlehnung an die historische Form neu erbaut
  - Reißigerhaus: 1728 am Kirchplatz als Schulhaus mit Lehrer- und Kantorenwohnung erbaut, Geburtshaus des Dresdener Hofkapellmeisters Carl Gottlieb Reißiger und des langjährig in Norwegen tätigen Kapellmeisters und Komponisten Friedrich August Reißiger
  - Superintendentur: 1678 am Kirchplatz über einem mittelalterlichen Keller erbaut
  - Kursächsische Postmeilensäule im ehemaligen Ortsteil Sandberg (Standort Bahnhofsstraße 16, Originalteile im Burgmuseum)
- Roger Loewig Haus – Museum und Gedenkstätte[51]
- Fläming-Gymnasium, denkmalgeschützt
- Historischer Gertraudenfriedhof mit Gertraudenkapelle, einem spätgotischen Feldsteinbau aus der zweiten Hälfte des 15. Jahrhunderts, die zunächst als Herberge für Kranke und Bedürftige diente. Sie wird im 21. Jahrhundert als Friedhofskapelle genutzt. Im Innern befinden sich einige Reste der Wandmalereien aus der Bauzeit der Kirche.
- Belziger Teufelsstein mit „des Teufels Handabdruck“ an der Kirchhofstraße vor dem Gertraudenfriedhof
- Hofgarten-Belzig (Kino und Veranstaltungsort)
- SteinTherme
- Gutshaus Glien in Hagelberg
- Bockwindmühle in Borne
- Denkmäler auf dem Hagelberg zur Erinnerung an die Schlacht bei Hagelberg 1813
- Kunstwanderweg Hoher Fläming, 2007 eröffnet
- Rummel „Steile Kieten“ unweit des Bahnhofes

### Mühlen
Die Belziger Mühlen spiegeln eine lange Tradition wider. Der Belziger Lumpenbach führte seine Wasser an der Obermühle (Kleesen) vorbei, bevor er in den Belziger/Fredersdorfer Bach mündete. Am Belziger Bach standen fünf Mühlen: die Schlossmühle (Dorno), die Mittelmühle (Engemann), die Hintermühle (Jaeger) in der Nähe des Mühlenhölzchens, die Walkmühle und die Neue Ratsmühle (heute Finsterwalder). In der Hintermühle befinden sich heute die Mischfutterwerke Belzig. Durch den Springbach wurden zwei Mühlen angetrieben, die Springbachmühle (Hannemanns Mühle) und Oelschlägers Mühle. Die Springbachmühle wurde 1998 nach altem Vorbild restauriert. Gelände und Mühlteich wurden ebenfalls wiederhergestellt.

### Park
- Der Kurpark liegt am Rande von Bad Belzig und schließt die Steintherme ein. Unterhalb findet man den Anglerteich. Im Sommer finden hier Veranstaltungen statt.

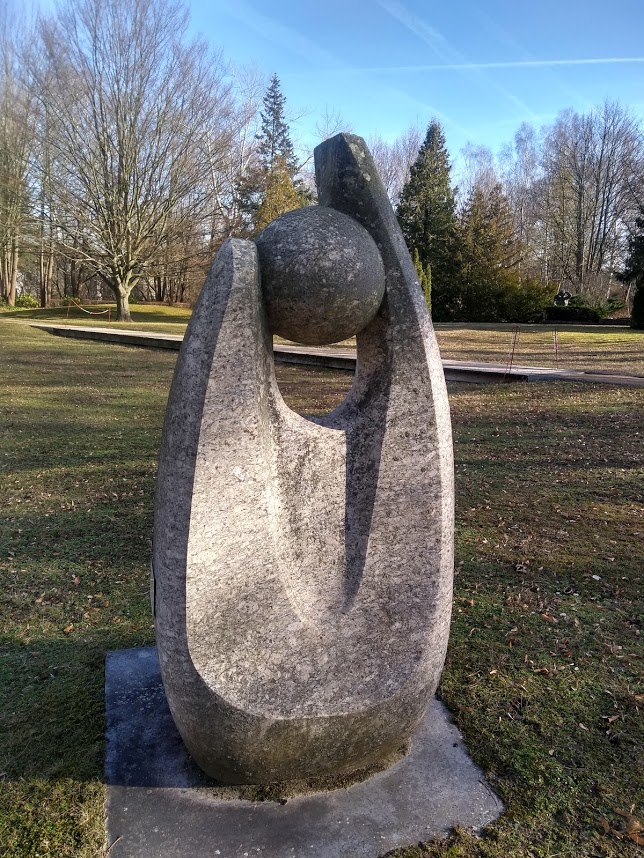
„Protection“ by Gianfranco Mancini, Steine ohne Grenzen 2004, am Kreiskrankenhaus

### Mahnmale und Gedenkstätten
- Gedenkstätte für das KZ-Außenlager, seit 1965 mit Gedenkstein, seit 1980 mit detaillierter Informationstafel zu den beiden Lagern (siehe Geschichte)
- Mahnmal auf dem Gertraudenfriedhof (1965) zum Gedenken an 98 umgekommene Zwangsarbeiterinnen und ihre 38 Kinder (die tatsächlichen Zahlen liegen wahrscheinlich höher)
- Gedenkstein für die italienischen Opfer der Zwangsarbeit (1994) auf dem Gertraudenfriedhof
- Denkmal für antifaschistische Widerstandskämpfer vor dem Postamt
- Gedenkstein für die Geschwister Scholl vor der Grundschule „Geschwister Scholl“ am Weitzgrunder Weg
- Findling zum Gedenken an den ermordeten Widerstandskämpfer Bruno Kühn in einer Grünanlage unterhalb der Gesamtschule
- Gedenkstein für Belaid Baylal (Todesopfer rechtsextremer Gewalt) in der Lübnitzer Straße[53]

### Regelmäßige Veranstaltungen
- Sonntägliche Stadt- und Burgführung (ganzjährig)
- Konzert der Gruppe Keimzeit auf dem Hof der Burg Eisenhardt im Juli
- Burgfestwoche mit Altstadtfest in der letzten Augustwoche
- Jugendkulturwoche der Städte und Gemeinden Bad Belzig, Wiesenburg/Mark, Brück, Niemegk und Ziesar
- Burgenlauf am zweiten Sonntag im Oktober (seit 1977)[54]
- Monatliche Veranstaltungen von April bis Dezember im Kleinkunstwerk Bad Belzig.[55]

## Wirtschaft und Infrastruktur

### Wirtschaft
Die Kreisverwaltung Potsdam-Mittelmark in der Niemöllerstraße (altes Landratsgebäude) und am Papendorfer Weg (Erweiterungsbauten) ist der große Arbeitgeber in dem ehemaligen Ackerbürgerstädtchen. Schon als Sitz der Kreise Zauch-Belzig (1818–1952) und Belzig (1952–1993) war daher die Verwaltung wichtig für die ansonsten eher ländlich geprägte Umgebung.
Ansonsten prägen Handwerk und mittelständische Betriebe die Wirtschaftsstruktur. Der Einzelhandel ist bis auf wenige Ausnahmen in der Stadt Bad Belzig konzentriert. Super-, Discount- und Baumärkte sind eher an den Ausfahrtsstraßen zu finden. Kleinteiliger Einzelhandel prägt nach wie vor die historische Altstadt. In wenigen Ortsteilen befinden sich noch kleine Lebensmittelgeschäfte, Bäckereien und Fleischereien. Ein weiterer wichtiger Arbeitgeber in der Stadt ist das Kreiskrankenhaus Bad Belzig.
Der Gewerbepark Seedoche an der B 246 am Ortsausgang in Richtung Brück ist mit ca. 17 Hektar der einzige der Stadt. Die Auslastung ist bis heute (mit ca. 7 ha) nicht zufriedenstellend. Das seit 1993 bestehende Technologie- und Gründerzentrum (TGZ) „Fläming“ soll hinsichtlich Existenzgründung, Beschäftigungs- und Wirtschaftsförderung neue Impulse in die Region bringen oder diese dort halten.
Als wirtschaftliches und soziales Modellprojekt versteht sich das ZEGG (Zentrum für Experimentelle Gesellschaftsgestaltung), das sich 1991 auf dem ehemaligen Stasi-Gelände im Norden der Stadt angesiedelt hat.

### Tourismus

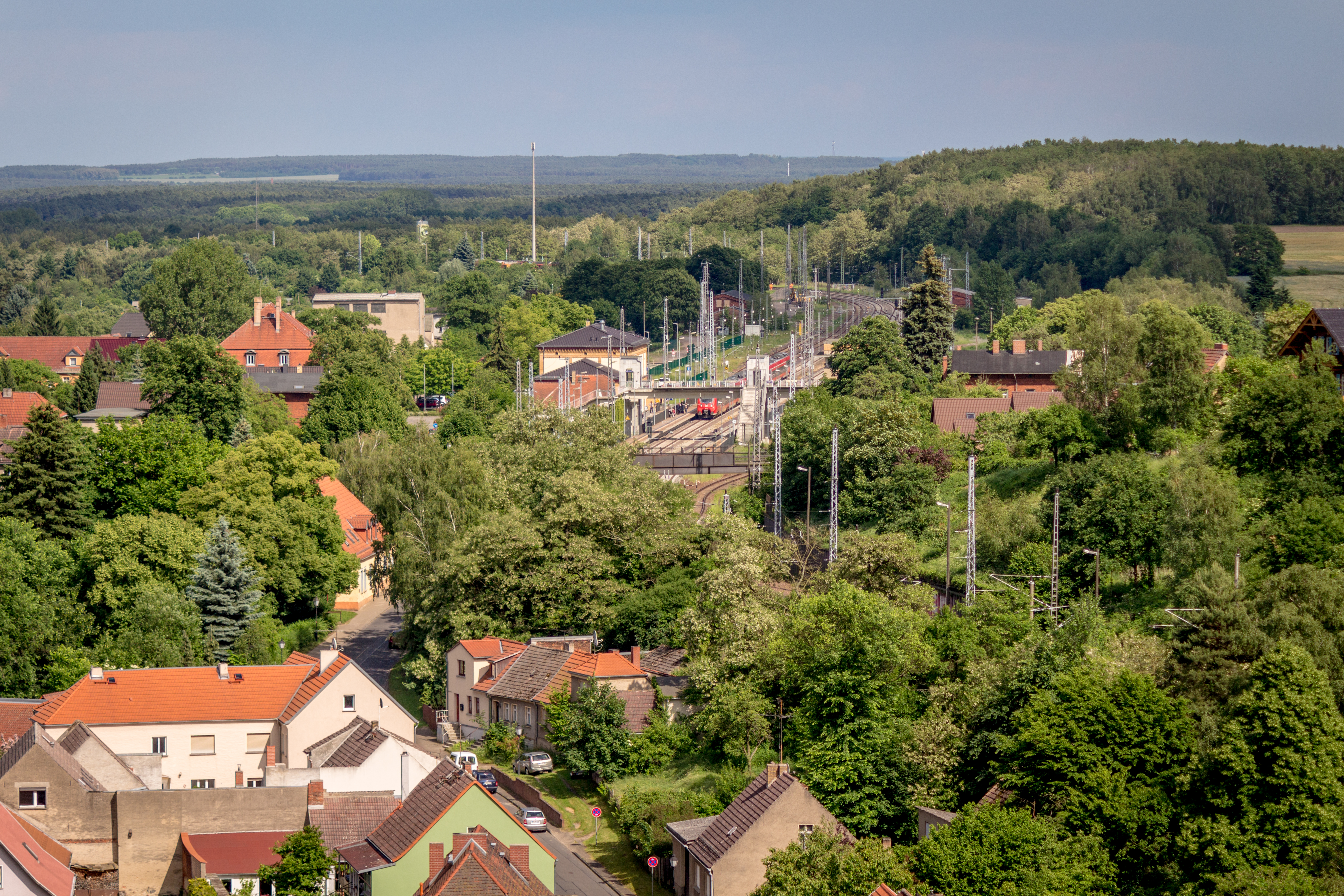
Blick über Bad Belzig und Bahnhof in den Naturpark Hoher Fläming

„Bad Belzig“ hieß das Ziel der seit 1990 forcierten Stadtentwicklungspolitik. Somit spielen der Tourismus und die Entwicklung von Gastronomie und Hotellerie eine zunehmende Rolle für die Wirtschaft der Stadt und ihrer Umgebung. Die Burg „Eisenhardt“, das Heimatmuseum der Burg, die SteinTherme und der Kurpark, das Freizeitzentrum mit Freibad im Sommer, der Kurpark und die Reha-Klinik bilden die Eckpfeiler dieser Infrastruktur. Eine Tochtergesellschaft der Stadt, die Kur- und Freizeit GmbH, betreibt die SteinTherme. Die Touristinformation am Marktplatz wird seit 2013 wieder von der Stadtverwaltung betrieben (vorher Kur- und Freizeit GmbH). Im Jahr 2012 war der Fläming mit Bad Belzig als zentralem Ort Austragungsort des Deutschen Wandertages.

### Verkehr

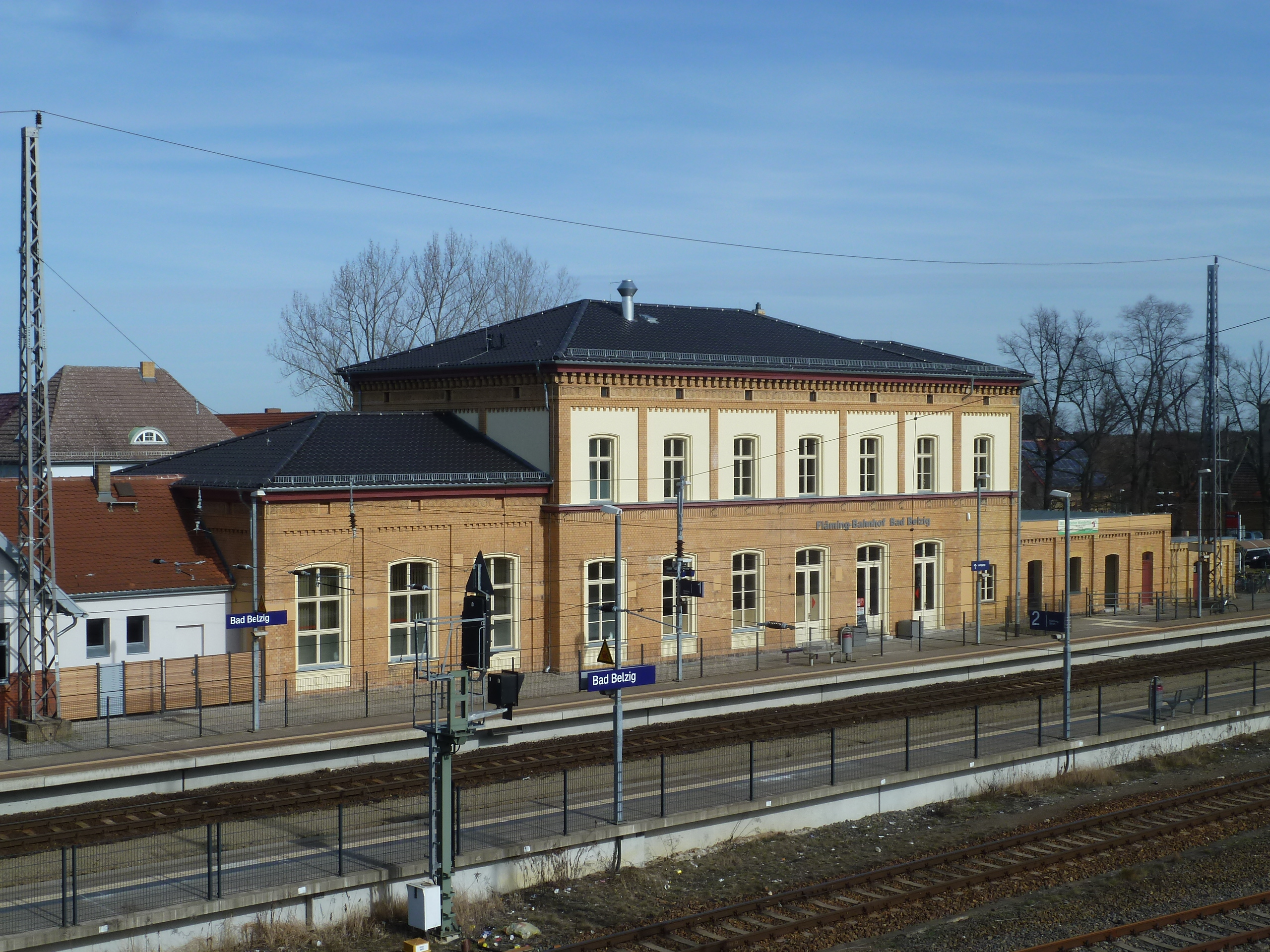
Bahnhof Bad Belzig

#### Bahn
Der Bahnhof Bad Belzig liegt an der Bahnstrecke Berlin–Dessau. Die Regional-Express-Züge der Linie RE 7 von Dessau über die Berliner Stadtbahn nach Senftenberg verkehren stündlich. Zwischen Bad Belzig und Berlin-Wannsee verkehrt der RE 7 von Montag bis Freitag zweimal stündlich.
Bis 2003 endeten die Züge der Brandenburgischen Städtebahn von Neustadt (Dosse) über Rathenow und Brandenburg an der Havel an einem Bahnsteig mit eigenem Empfangsgebäude auf der Südseite des Bahnhofs. Bis 1962 fuhren die Personenzüge (nach Richtungswechsel) noch weiter nach Treuenbrietzen.

#### Bus
Der öffentliche Personennahverkehr wird unter anderem durch den PlusBus des Verkehrsverbund Berlin-Brandenburg sowie dem Landesnetz Sachsen-Anhalt erbracht. Folgende Verbindungen führen ab Bad Belzig:
- Linie X2: Bad Belzig ↔ Niemegk ↔ Kropstädt ↔ Lutherstadt Wittenberg
- Linie 580: Bad Belzig ↔ Dippmannsdorf ↔ Golzow ↔ Lehnin ↔ Werder ↔ Potsdam
- Linie 581: Bad Belzig ↔ Dippmannsdorf ↔ Golzow ↔ Rotscherlinde ↔ Brandenburg
- Linie 582: Bad Belzig ↔ Niemegk ↔ Rietz ↔ Treuenbrietzen

Weiterhin ist Bad Belzig ein zentraler Knotenpunkt des Busverkehrs im Südwesten des Kreises Potsdam-Mittelmark. Die Stadt verfügt über einen Busbahnhof, von dem Linien die kleinen Orte des Hohen Flämings erschließen. Stadtbus- und Regionalbuslinien werden von der Regiobus Potsdam-Mittelmark betrieben.

#### Straßen
Bad Belzig liegt an der Bundesstraße B 102 zwischen Brandenburg und Jüterbog sowie an der B 246 zwischen Wiesenburg/Mark und Beelitz. Die B 102 führt als Ortsumgehungsstraße an der Stadt vorbei. Die nächstgelegene Autobahnanschlussstelle (AS 5) ist Niemegk an der A 9 (Berlin–München). Sie befindet sich etwa neun Kilometer südöstlich.

#### Radwege
Durch Bad Belzig verlaufen der Europäische Fernwanderweg E11 Niederlande–Masuren, die Deutsche Alleenstraße und der Europaradweg Euroroute R1 Calais–Sankt Petersburg.

#### Flugverkehr
Südlich des Ortsteils Lüsse gibt es den Segelflugplatz Lüsse und östlich des Dorfs Mörz (Teil der Gemeinde Planetal) einen kleinen Sportflugplatz.

### Presse
Die in Potsdam erscheinende Märkische Allgemeine unterhält in Bad Belzig die für den südwestlichen Landkreis Potsdam-Mittelmark zuständige Lokalredaktion „Fläming-Echo“.

### Rundfunk
In Weitzgrund steht ein Sendemast der Deutschen Telekom.

### Bildung
- Grundschule „Geschwister Scholl“
- kleine Grundschule Dippmannsdorf

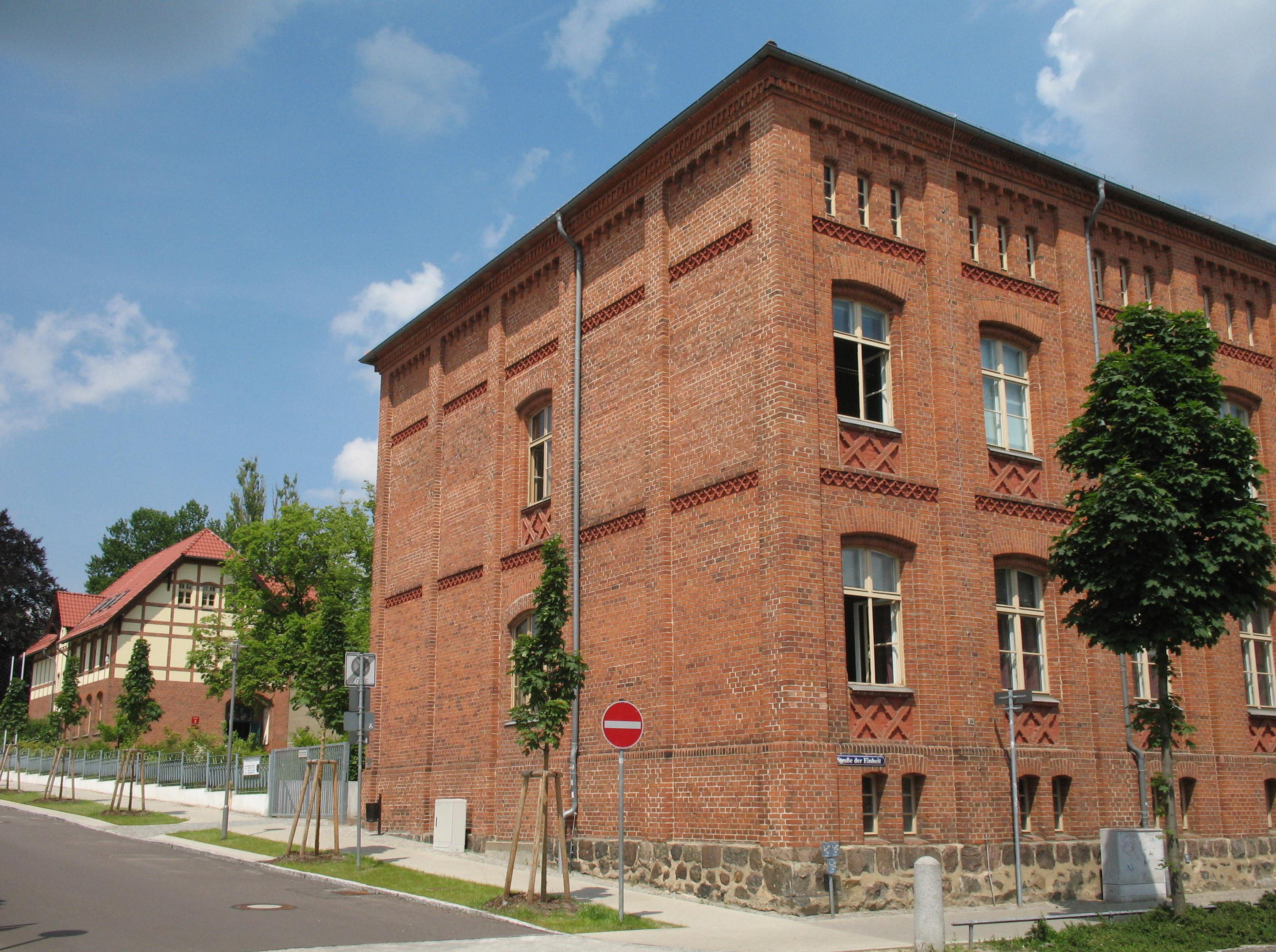
Fläming-Gymnasium

- Krause-Tschetschog-Oberschule Belzig
- Fläming-Gymnasium
- Schule am grünen Grund: Förderschule für geistig und körperlich Behinderte

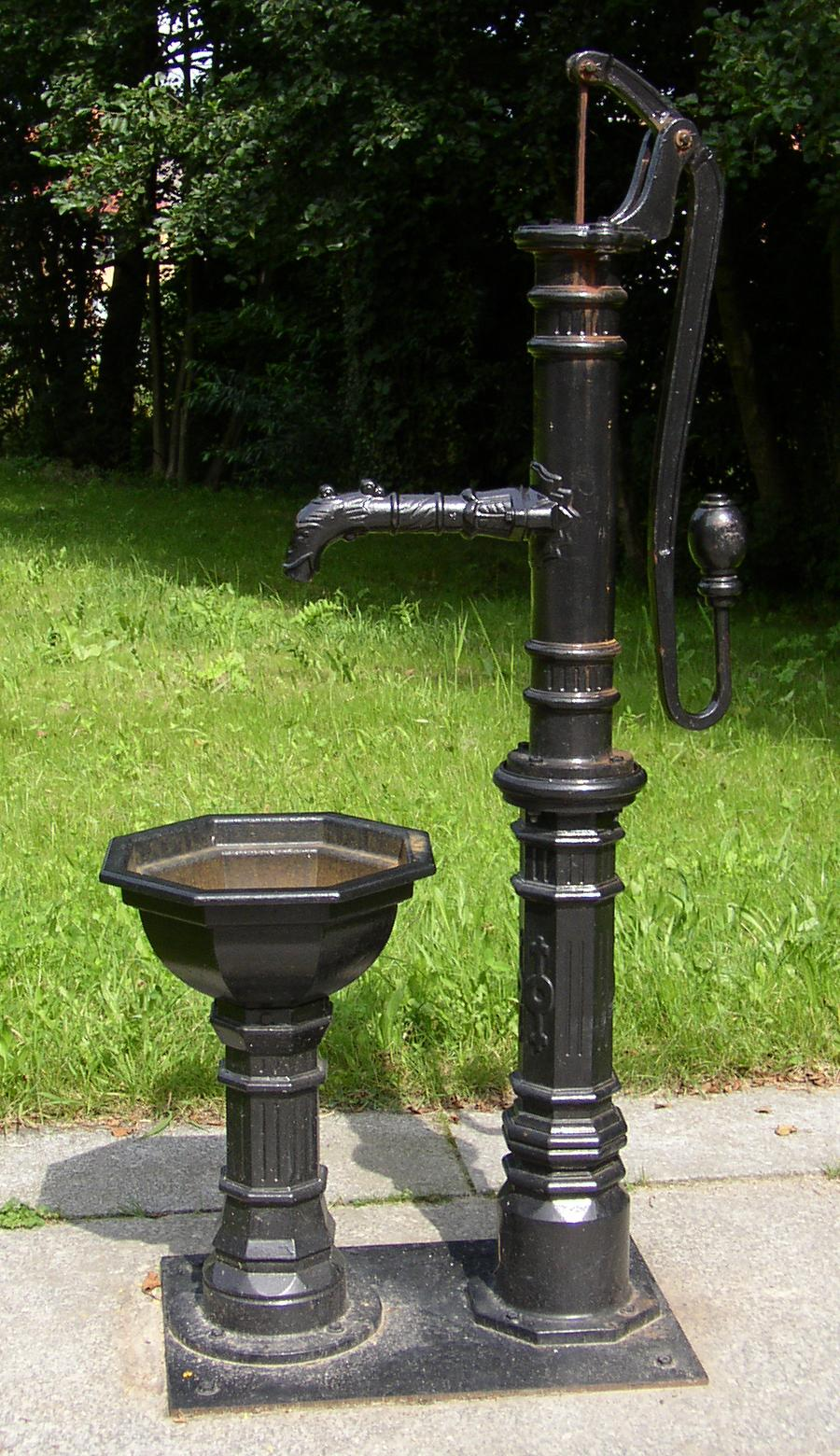
Schwengelpumpe, Schlossstraße

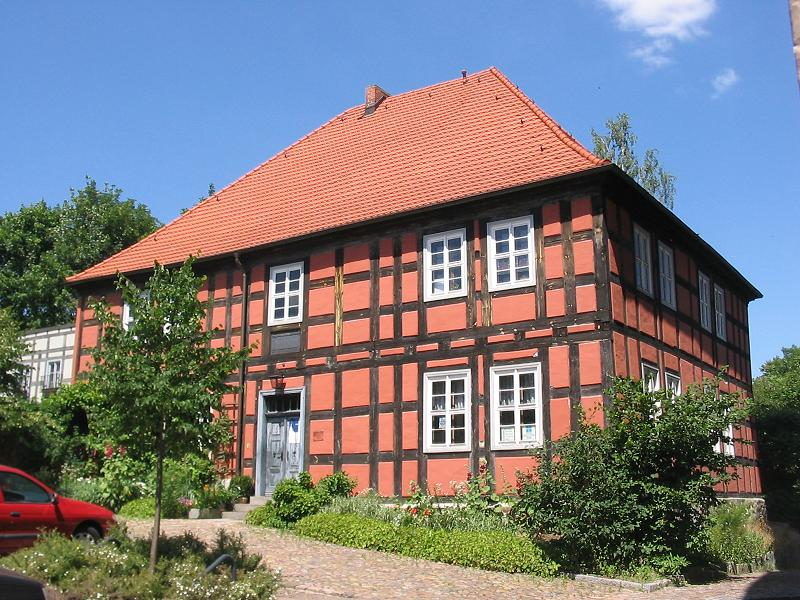
Geburtshaus von Carl Gottlieb Reißiger

- Musikschule
- Kreisvolkshochschule
- Freie Schule Fläming

### Öffentliche Einrichtungen der Stadt
- Museum Burg Eisenhardt
- Stadtbibliothek Bad Belzig
- Turnhalle „Karl Liebknecht“
- Puschkin-Turnhalle
- Albert-Baur-Mehrzweckhalle
- Heinrich-Rau-Stadion
- Freibad Bad Belzig
- Steintherme Bad Belzig

## Persönlichkeiten

### Ehrenbürger
- Arthur Krause, Lehrer (seit 4. Mai 1965)
- Erich Tschetschog (1899–1973), katholischer Pfarrer (seit 4. Mai 1965)
- Věra Koldová, tschechische Widerstandskämpferin im KZ-Außenlager Belzig[56] (seit 23. Januar 1985)
- Helga Kroening (1915–2004), Direktorin und Chefärztin der Chirurgie des Belziger Kreiskrankenhauses (seit 3. Oktober 1990)
- Gerhard Dorbritz (1926–2015), Bürgermeister 1960–1970, Ortschronist (seit 2006)
- Thea Labes (1937–2011), Kantorin der Belziger Marienkirche (seit 2007)
- Helga Kästner (1935–2025) und Günter Kästner (1932–2022), Ortschronisten (bis 2022 bzw. 2023)[57][58]

### Söhne und Töchter der Stadt
- Moritz Goltz (1495–1548), Buchhändler und Verleger
- Georg Belitz (1698–1751), evangelischer Pfarrer und Schriftsteller, in Groß Glien geboren
- Johann Friedrich August Clar (1768–1844), Radierer und Kupferstecher
- August Gottlob Eberhard (1769–1845), Dichter und Schriftsteller
- Carl Gottlieb Reißiger (1798–1859), Komponist und Hofkapellmeister in Dresden
- Friedrich August Reißiger (1809–1883), Komponist und Organist in Norwegen
- Ernst Senst (1850–1920), Theaterunternehmer
- Maximilian Meichßner (1875–1954), Theologe, Superintendent in Wittenberg
- Georg Hellmuth Neuendorff (1882–1949), Reformpädagoge
- Hans Lobbes (1896–1965), Polizeibeamter und SS-Führer
- Joachim Herrmann (1932–2010), Prähistoriker, geboren in Lübnitz
- Jürgen Busche (1944–2024), Journalist
- Volker Reiche (* 1944), Comic-Zeichner
- Susanne Zeller (* 1951), Sozialarbeitswissenschaftlerin und Hochschullehrerin
- Günter Baaske (* 1957), Politiker (SPD), langjähriger Minister der Landesregierung Brandenburg
- Marina Erdmann (* 1958), Schauspielerin und Schauspiellehrerin
- Norbert Leisegang (* 1960), Musiker
- Bernd Metzke (* 1966), Handballspieler
- René Hannemann (* 1968), Bobfahrer, Medaillengewinner bei Olympia und Weltmeister
- Frank Tempel (* 1969), Politiker (Die Linke), seit 2009 Mitglied des Bundestages
- Jörg Reiff-Stephan (* 1971), Ingenieur, Unternehmer und Hochschullehrer
- Wiebke Drenckhan (* 1977), Physikerin
- Matthias Rudolph (* 1982), Fußballtrainer und -spieler
- Felix Holzner (* 1985), Fußballspieler
- Marvin Sommer (* 1991), Handballspieler
- Willy Weyhrauch (* 1994), Handballspieler
- Fabian Wiede (* 1994), Handballspieler

### Weitere mit der Stadt verbundene Persönlichkeiten
- Samuel Selfisch (1529–1615), Verleger und Buchhändler aus Wittenberg, Besitzer einer Papiermühle in Belzig
- Jacob Wächtler (1638–1702), Superintendent 1687–1702
- Christian Ernst Mussigk (1671–1724), Superintendent 1702–1724
- Traugott August Seyffarth (1762–1831), Superintendent 1812–1822
- Gottlob Ludwig Rabenhorst (1806–1881), Botaniker, Apothekerlehre in Belzig
- Antonie Stemmler (1892–1976), Widerstandskämpferin gegen den Nationalsozialismus, Landrätin im Landkreis Zauch-Belzig
- Elly Schürmann (* 1923), Krankenschwester, in Belzig tätig, vom Internationalen Roten Kreuz ausgezeichnet
- Karl-Heinz Pahling (1927–1999), Streikführer in Niemegk und Belzig beim Volksaufstand des 17. Juni 1953
- Roger Loewig (1930–1997), Zeichner und Maler, lebte in Bad Belzig
- Frank-Michael Pietzsch (* 1942), Politiker (CDU), war als Arzt in Belzig tätig
- Wam Kat (* 1956), Koch, lebt in Bad Belzig
- Dirk-Alexander Grams (* 1957), Maler, lebt im Ortsteil Werbig
- Nell Zink (* 1964), US-Autorin, lebt in Bad Belzig